# Zavala (Bulgaria)
Zavala (en búlgaro: За̀вала) es un pueblo en el oeste de Bulgaria. Se encuentra en el municipio de Breznik, provincia de Pernik.

## Geografía
El pueblo de Zavala está ubicado en la parte central del oeste de Bulgaria, provincia de Pernik, municipio de Breznik, su área es de aproximadamente 12 kilómetros cuadrados. Se encuentra a 36 km de Pernik ya 65 km de Sofía.
El pueblo está situado a unos 960 m s. n. m. y en las partes altas a unos 1180 m s. n. m. El relieve es montañoso, tiene varios picos, algunos de los cuales son Pico Caballo, Ostrila, Tsrancha y el más alto de todos Kitka, que tiene una altitud de 1181 m s. n. m. En el pueblo hay grandes campos que son aptos para la agricultura.
Zavala tiene una gran superficie boscosa ocupada principalmente por árboles de hoja caduca (haya, roble y otros) y ocupan una pequeña parte de árboles coníferos (principalmente abetos). El mundo animal también es muy rico. En las afueras del pueblo viven muchos conejos, zorros, jabalíes, ciervos, lobos, ardillas y más. Entre los reptiles se pueden encontrar algunas especies de serpientes, lagartijas y ranas. 

## Historia
El pueblo de Zavala es un antiguo asentamiento medieval, registrado a mediados del siglo XVI como un waqf con una sola vivienda. El asentamiento también está incluido en las listas de Djelepkeshans desde 1576. bajo el nombre de Javala.
El pueblo de Zavala también es conocido por una historia de los primeros años del régimen comunista: una noche, 28 personas ataron al alcalde, cargaron su equipaje en varios carros tirados por bueyes y huyeron a través de la frontera yugoslava. Según el disidente Grigor Simov (nacido en el pueblo vecino de Paramun), esta historia lo inspiró cuando era niño en sus intentos de abandonar Bulgaria antes de 1989.

## Investigación arqueológica
A unos 2 km al este del pueblo actual en el área de Prokopye en la montaña Zavalska se encuentran las ruinas de una antigua fortaleza tracia, que los lugareños llaman por el nombre de la zona: "Prokopye". En los picos rocosos en el área por encima del terreno hay paredes, que cubren un área de aproximadamente 1,5 decáreas. Sobre el terreno comprendido en los límites de la fortaleza, hoy solo se pueden encontrar fragmentos insignificantes de cerámica latina. En el pasado se han conservado partes de los muros de la fortaleza, que seguían los contornos de las rocas. La ubicación de la fortaleza sugiere que se trataba de una instalación de culto en lugar de una fortificación. La fortaleza de Prokopye fue incluida en la "Lista de monumentos culturales de importancia nacional en el territorio del distrito de Pernik" con el Protocolo de la SOPC del 3 de febrero de 1972.
En el pasado, a menudo se encontraban entierros individuales durante las excavaciones cerca del pueblo en el área de Varbie. En la década de 1970 se descubrió una tumba de mampostería en la zona. Fue construido con ladrillos de mortero. La tumba de mampostería, así como la naturaleza de los otros entierros, da a los arqueólogos motivos para concluir que hubo una antigua necrópolis en el sitio, que estaba conectada con un antiguo asentamiento cercano. Sin embargo, se carece de datos sobre un asentamiento específico, es muy probable que estuviera enterrado bajo un espeso terraplén en estas zonas montañosas, cortadas por profundos valles y deslizamientos de tierra.

## Hitos culturales y naturales
El 14 de enero de cada año se realiza en el pueblo de Zavala una gira de titiriteros. En el centro del pueblo hay una fuente que representa a los novios. Los viejos dicen que estos son Nikola y Gergana. La naturaleza es milagrosa.
La Fortaleza de Prokopye es un popular destino turístico entre montañeros y amantes de la antigüedad y la historia. El estado del sitio histórico se define como "Trans Perperikon" en algunos foros en Internet.
Cerca del pueblo se encuentra el dique Zavala, popular entre los amantes de la pesca. La presa es rica en las siguientes especies de peces: bagre, lucio, perca, albura, aleta roja, carpa y caracuda.
Un monumento a los caídos en las guerras (1912-1913, 1915-1918, 1944-1945) fue construido en el pueblo de Zavala y fue inaugurado en 1995.
La montaña Zavala es un sitio muy adecuado para excursiones de un día. Los montañeros entusiastas a menudo combinan las visitas con recorridos por las montañas Viskyar. Las más populares son las rutas para subir al pico Kitka.
Hay dos manantiales curativos en el territorio del pueblo: uno lleva el nombre sonoro de "Pedo" porque, según los rumores, cura enfermedades gastrointestinales y otro, que cura líquenes de la piel. 

## Religiones
Los habitantes del pueblo hay cristianos ortodoxos en Zavala. Junto al pueblo se encuentra la iglesia de St. Nicolás el Hacedor de Milagros de Mirikli.

## Otros
La isla Zavala, cerca de la isla Livingston, Islas Shetland del Sur, lleva el nombre del pueblo de Zavala.
El nombre es interpretado por varios autores-filólogos a través de paralelos en otras lenguas eslavas: zaval en ruso. significa un lugar elevado, una colina; en ucraniano es una masa acumulada de algo, desorden, ventisqueros. Por su temprana mención escrita y forma de giro, Javala puede no ser de origen turco. La palabra turca zaval significa cereales o cornejo.